# 林爱智
林爱智（韩语： Im Ae-Ji，1999年5月11日—），韩国女子拳击运动员，2017年世界青年拳击锦标赛女子60公斤级金牌得主、2024年夏季奥林匹克运动会女子拳擊54公斤级铜牌得主。